# Diminishing Liberty
Diminishing Liberty er den første ep fra det danske dødsmetalband 100 Knives Inside. Den blev udgivet 5. september 2008.

## Numre
1. "Senseless Generation" – 4:56
2. "Struggled Path" – 6:11
3. "Public Demand Society" – 6:37

## Musikere
- Simon Jakobsen – Vokal
- Zalan Khattak – Guitar, baggrundsvokal
- Thomas Hoff – Guitar
- Ian Grønlund – Bas
- Chris Pedersen – Trommer

## Fodnoter
1. ↑  Indlæg Arkiveret 10. januar 2009 hos  Wayback Machine på MySpace